# We Cry
We Cry is een nummer van de Ierse band The Script uit 2008. Het is de eerste single van hun titelloze debuutalbum.
Het nummer werd een grote hit in Ierland, het thuisland van The Script, waar het de 9e positie behaalde. In de rest van Europa werd het nummer een klein hitje. In Nederland moest het nummer het met een 12e positie in de Tipparade stellen, en in Vlaanderen met een 14e positie in de Tipparade.